# Lažni prijatelj (EP BrudBBB-a)
''Lažni prijatelj'' prvi je EP zagrebačkog glazbenog projekta i benda BrudBBB. Bend se tijekom jednog od druženja u Fantom Studiju odlučio prearanžirati originalnu reggae verziju pjesme u hardcore punk verziju. Snimljen je u jednom danu u lipnju 2014. EP sadrži čak četiri verzije originalne pjesme 

## Pozadina
Nakon uspjeha reggae verzije Lažnog prijatelja, BrudBBB projekt se pauzirao na neodređeno razdoblje, radi posvećivanja akademskim i privatnim obavezama. Fantom je jednom prilikom izjavio kako je ''ljepota BrudBBB-a što nema pressinga i zadanih termina snimanja i izlaska glazbe. Proces je dosta spontan i mora nastati prirodno. Na pisanje i snimanje najčešće se odlučimo nakon što smo proživjeli neki događaj zajedno ili čuli nešto zanimljivo od ljudi oko nas.''
U ljeto 2014. BrudBBB i Fantom obnovili su svoj glazbeni odnos, te počeli razmatrati o snimanju nečeg novog. Prilikom jednog druženja u Laboratoriju, tijekom kojeg se konzumirala veća količina pive i marihuane, duo je došao na ideju da njihov prvi veliki hit Lažni prijatelj snime u obliku novog žanra, hardcore punka, s kojim je Fantom već godinama prijateljevao. Brud, iako nije imao neke pozadine u punk žanru, vrlo je spretno obuhvatio zadatak novog pristupa svojem vokalu. Pjesma sadrži isključivo deranje, karakteristično za navedeni žanr.
Uz novu verziju pjesme, Fantom se vratio originalnoj verziji pjesme te ju remiksirao s novo snimljenom pratnji i solom na Hammond orgulji.
EP Lažni prijatelj, snimljen je u jednoj večeri, te je skupa s demoverzijom pjesme, novim mixom originalne verzije i akustičnim outtakeom, objavljen 6. lipnja 2014. godine. Ubrzo je postao veliki hit i često puštana pjesma po partyjima.

## Stil i uzori
Nova verzija ''Lažnog prijatelja'' je hardcore punk žanra. Za razliku od originalne verzije, ova je duplo bržeg tempa i puno kraća. U više navrata je bila uspoređivana s bendovima poput Dead Kennedys, Misfits i Paint it Black.

## Track listing
Digitalni EP
| 1.   | »Lažni prijatelj«                  | 3:47 |
| 2.   | »Lažni prijatelj [Demo]«           | 1:51 |
| 3.   | »Lažni prijatelj [Organ solo mix]« | 3:36 |
| 4.   | »Lažni prijatelj [Acoustic]«       | 0:55 |
| 8:15 |                                    |      |

## Produkcija
- BrudBBB - vokal, gitara - track 4
- Fantom – gitara, bas, bubnjevi

- Autor glazbe i teksta: BrudBBB
- Produkcija: Fantom
- Miksanje i master: Fantom
- Snimljeno: Laboratorij (Fantom Studio)